# Menifee (Arkansas)
Menifee è un comune degli Stati Uniti d'America, situato in Arkansas, nella contea di Conway. Secondo il censimento del 2020 gli abitanti di Menifee ammontavano a 274.